# Sultanbeyli
Sultanbeyli é um distrito de Istambul, na Turquia, situado na parte Anatólia da cidade. Conta com uma população de 282 026 habitantes em 2008 e 302 388 habitantes em 2012.

## História
Até recentemente Sultanbeyli era somente terras agrícolas. Durante os anos 1940 e 1950 grandes latifúndios do período otomano foram divididos para a liquidação dos migrantes Turcos provenientes da Bulgária. A aldeia foi construída na década de 1950 em uma das principais rodovias que ligam Istambul para interior.